# 佐兰·米库利奇
佐兰·米库利奇（1965年10月24日—），克罗地亚男子手球运动员。他曾代表克罗地亚国家队参加1996年夏季奥林匹克运动会手球比赛，获得一枚金牌。